# Baojun Cloud
Baojun Cloud (на внешнем рынке Baojun Yunduo) — электромобиль-микровэн, выпускающийся с июня 2023 года под брендом Baojun китайской компании SAIC-GM-Wuling.

## Описание
Baojun Yunduo впервые был представлен в мае 2023 года. Производство началось в июне 2023 года. Автомобиль использует обновлённый язык дизайна Interstellar Geometry, сохраняя при этом традиции минивэна, включая наклонную переднюю часть, длинную колёсную базу, большое лобовое стекло и панорамную крышу. Также автомобиль оснащается системой ADAS компании DJI.

## Технические характеристики
Baojun Cloud приводится в движение электродвигателем мощностью 100 кВт (136 л. с.). Максимальная скорость ограничена до 150 км/ч. Двигатель питается от литий-железо-фосфатного аккумулятора Liuzhou Huating New Energy Technology ёмкостью 50,6 кВт⋅ч с системой терморегулирования и жидкостным охлаждением. От 30 % до 80 % аккумулятор заряжается за полчаса. Запас хода составляет 400 км.

## Галерея
| - Вид сзади - Интерьер |